# Foëcy
Foëcy település Franciaországban, Cher megyében. Lakosainak száma 2052 fő (2022. január 1.). Foëcy Allouis, Brinay, Mehun-sur-Yèvre, Quincy, Vierzon és Vignoux-sur-Barangeon községekkel határos.

## Népesség
A település népessége az elmúlt években az alábbi módon változott:
| Lakosok száma | 1701 | 2185 | 2083 | 2053 | 2071 | 2079 | 2085 | 2099 | 2086 | 2052 |
|               | 1968 | 1982 | 1990 | 2006 | 2013 | 2015 | 2017 | 2019 | 2020 | 2022 |